# Eleutherodactylus cubanus
Espèce
Synonymes
- Eleutherodactylus parvus Barbour & Shreve, 1937 nec Girard, 1853

Statut de conservation UICN

 CR B2ab(iii) : 
En danger critique
Eleutherodactylus cubanus est une espèce d'amphibiens de la famille des Eleutherodactylidae.

## Répartition
Cette espèce est endémique de Cuba. Elle se rencontre de 800 à 1 830 m d'altitude dans la Sierra Maestra.

## Description
Les femelles mesurent jusqu'à 13 mm.

## Étymologie
Son nom d'espèce lui a été donné en référence au lieu de sa découverte, Cuba.

## Publications originales
- Barbour, 1942 : Two preoccupied names in Eleutherodactylus. Copeia, vol. 1942, no 3, p. 179.
- Barbour & Shreve, 1937 : Novitates cubanae. Bulletin of the Museum of Comparative Zoology, vol. 80, p. 377-387 (texte intégral).